# فرودگاه مون-ژولی
فرودگاه مون-ژولی (به انگلیسی: Mont-Joli Airport) یک فرودگاه همگانی باربری با کد یاتا YYY است که یک باند فرود آسفالت دارد و طول باند آن ۱۵۲۴ متر است. این فرودگاه در کشور کانادا قرار دارد و در ارتفاع ۵۲ متری از سطح دریا واقع شده‌است.

## شرکت‌های هواپیمایی و مقصدهای پروازی
| شرکت‌های هواپیمایی  | مقصدهای پروازی                                            |
| ------------------ | --------------------------------------------------------- |
| Air Canada Express | بای-کوماو، مونترآل-پییر الیوت ترودو                       |
| Air Liaison        | بای-کوماو، هور سنت-پیر، ژان لوساژ شهر کبک، سپت‌ائیلس، وابش |
| Pascan Aviation    | مونترآل/سن-اوبر، ژان لوساژ شهر کبک، سپت‌ائیلس، وابش        |
| سان‌وینگ ایرلاینز   | فصلی: پونتا کانا                                          |